# دیوید ون
دیوید وَن (انگلیسی: David Van؛ ۱۴ نوامبر ۱۹۶۴) یک سیاستمدار استرالیایی است. او عضو حزب لیبرال استرالیا است و در ۱ ژوئیهٔ ۲۰۱۹ به‌عنوان سناتور ویکتوریا در مجلس سنای استرالیا سوگند یاد کرد.

## اوایل زندگی
ون دارای مدرک کارشناسی در رشته باغبانی است و به‌عنوان بخشی از مدرک تحصیلی خود، پژوهشی با موضوع بازسازی پوشش گیاهی استرالیا پس از آتش‌سوزی چهارشنبه خاکستری در جنگل بلک‌وود، که به‌عنوان بخشی از مجموعه آتش‌سوزی‌های ترنتهام شرقی در آتش سوخته بود، انجام داد.

## فعالیت حرفه‌ای
ون تا پیش از ورود به سیاست، از سال ۲۰۰۳ مدیرعامل شرکت روابط عمومی گروه د وینترن مستقر در ملبورن جنوبی بود و در آنجا به مشتریان در مورد کمیسیون‌های سلطنتی و سایر تحقیقات دولتی مشاوره می‌داد. او یکی از مدیران هیئت مدیرهٔ انجمن استرالیایی فرنچایزها بود. او که در سینت کیلدا ساکن بود، یکی از اعضای گروه محلی «دوستان سینت کیلدا» هیل بود که صراحتاً به جرم و جنایت و ایمنی، و به‌ویژه در رابطه با پانسیون هتل گاتویک و مسکن عمومی، می‌پرداخت. ون دارای مدرک کارشناسی ارشد رشتهٔ روابط بین‌الملل از دانشگاه مانش است.

## سیاست
ون در انتخابات فدرال ۲۰۱۹ از جایگاه سوم حاشیه‌ای در سهمیهٔ لیبرال‌ها به‌عنوان سناتور انتخاب شد. سمت حزبی به‌عنوان «حامی» برای کرسی دانکلی در خانهٔ کارگر به او محول شد. او در نخستین سخنرانی خود در سپتامبر ۲۰۱۹ از اعتقاد خود به «کرامت کار» صحبت کرد و از سیاست‌های رفاهی دولت ائتلافی دفاع کرد و اظهار داشت که به «بازارهای آزاد، آزادی بیان، و از همه مهم‌تر، از نظر [او]، بیرون راندن دولت از زندگی مردم تا حد امکان» معتقد است.
ون پس از استفاده از تخمین‌های سنا برای پرسش از وزارت دفاع در مورد وضعیت نامناسب سایت ساخت‌وساز جادهٔ ۳۱۰ سینت کیلدا، که به بررسی فوری دولت در این زمینه کمک کرد، برای اطمینان از اینکه پروژه‌های دارای اهمیت ملی مانند این پروژه به درستی نگهداری می‌شوند، در این زمینه به فعالیت پرداخت.
ون در سال‌های ۲۰۲۰ و ۲۰۲۱ از اعطای قرارداد پروژهٔ توپخانهٔ خودکششی لند ۸۱۱۶ به شرکت هانوا، که تعداد ۳۰ هویتزر خودکششی و ۱۵ وسیلهٔ نقلیهٔ تأمین مهمات زرهی را در جیلانگ ویکتوریا برای ارتش استرالیا خواهد ساخت، حمایت کرد.
در فوریهٔ ۲۰۲۱، ون خواستار بررسی مستقل شکایت‌ها از خبرگزاری ای‌بی‌سی شد.
در نوامبر ۲۰۲۱، اسکات موریسون، نخست‌وزیر وقت استرالیا، پس از مطرح‌شدن ادعاهایی مبنی بر اینکه ون در هنگام سخنرانی سناتور ژاکی لامبی در وقت طرح پرسش مجلس سنا و همزمان با انتشار گزارشی در مورد آزار و فرهنگ محیط کار در مجلس استرالیا از سوی کمیسر تشخیص جنسیت، «صدای غر غر کردن و صدای سگ» درآورده است، ابراز «ناامیدی» کرد. ون پس از آن بابت مداخلهٔ خود «عذرخواهی بدون قید و شرط» خود را ابراز کرد، اما ایجاد «صداهای غرغر کردن» را تکذیب کرد.
ون به‌عنوان رئیس دوستان پارلمانی اوکراین، طرفدار حمایت از اوکراین بوده و مرتباً نیاز اوکراین به حمایت استرالیا و تأثیر ژئوپلیتیکی جنگ بر پارلمان استرالیا و شرکت را مطرح کرده و در چندین گردهمایی با جامعهٔ اوکراینی‌های شرکت کرده‌است.
از اوایل سال ۲۰۲۲ تاکنون، ون عضو چندین کمیته از جمله کمیته‌های دائمی مشترک برای رشد تجارت و سرمایه‌گذاری و معاهدات، و همچنین کمیتهٔ منتخب سنا برای مداخلهٔ خارجی از طریق رسانه‌های اجتماعی، کمیته محیط زیست و ارتباطات سنا و امور حقوقی و قانون اساسی است.
ون یکی از اعضای جناح راست میانهٔ حزب لیبرال است.